# Frankrijk op de Olympische Zomerspelen 1980
Frankrijk nam deel aan de Olympische Zomerspelen 1980 in Moskou, Sovjet-Unie. Het land won in totaal veertien medailles, waarvan zes gouden.

## Medailleoverzicht
| Sport       | Olympiër(s)                                                                                          | Onderdeel                     | Medaille |
| ----------- | --- | ----------------------------- | -------- |
| Judo        | Thierry Rey                                                                                          | -60kg (m)                     | Goud     |
| Judo        | Angelo Parisi                                                                                        | +95kg (m)                     | Goud     |
| Schermen    | Philippe Boisse Philippe Riboud Patrick Picot Hubert Gardas Michel Salesse                           | degen team (m)                | Goud     |
| Schermen    | Philippe Bonnin Bruno Boscherie Didier Flament Pascal Jolyot Frédéric Pietruszka                     | floret team (m)               | Goud     |
| Schermen    | Pascale Hachin-Trinquet                                                                              | floret (v)                    | Goud     |
| Schermen    | Isabelle Bégard Véronique Brouquier Pascale Hachin-Trinquet Brigitte Gaudin-Latrille Christine Muzio | floret team (v)               | Goud     |
| Judo        | Angelo Parisi                                                                                        | open klasse (m)               | Zilver   |
| Kanovaren   | Alain Lebas                                                                                          | K-1 1000m (m)                 | Zilver   |
| Schermen    | Pascal Jolyot                                                                                        | floret (m)                    | Zilver   |
| Wielersport | Yavé Cahard                                                                                          | sprint (m)                    | Zilver   |
| Wielersport | Alain Bondue                                                                                         | individuele achtervolging (m) | Zilver   |
| Atletiek    | Antoine Richard Hermann Panzo Patrick Barré Pascal Barré                                             | 4x100m (m)                    | Brons    |
| Judo        | Bernard Tchoullouyan                                                                                 | -78kg (m)                     | Brons    |
| Schermen    | Philippe Riboud                                                                                      | degen (m)                     | Brons    |

## Deelnemers en resultaten per onderdeel

### Atletiek
| Olympiër                                                         | Onderdeel                | Resultaat | Prestatie                                                                                            |
| ---------------------------------------------------------------- | ------------------------ | --------- | --- |
| Hermann Panzo                                                    | 100m (m)                 | 8e        | serie 6: 2de in 10,53 kwartfinale 2: 3de in 10,29 halve finale 1: 4de in 10,45 finale: 8ste in 10,49 |
| Antoine Richard                                                  | 100m (m)                 | 24e       | serie 4: 4de in 10,51 kwartfinale 4: 5de in 10,45                                                    |
| Joseph Arame                                                     | 200m (m)                 | 12e       | serie 3: 2de in 21,24 kwartfinale 3: 2de in 20,95 halve finale 2: 6de in 21,05                       |
| Pascal Barré                                                     | 200m (m)                 | DNS       | serie 8: niet gestart                                                                                |
| Bernard Petitbois                                                | 200m (m)                 | 25e       | serie 9: 2de in 21,16 kwartfinale 1: 5de in 21,32                                                    |
| Francis Demarthon                                                | 400m (m)                 | 18e       | serie 1: 3de in 47,43 kwartfinale 1: 5de in 46,38                                                    |
| Didier Dubois                                                    | 400m (m)                 | 14e       | serie 2: 2de in 47,57 kwartfinale 3: 4de in 46,60 halve finale 2: 6de in 46,72                       |
| Philippe Dupont                                                  | 800m (m)                 | 22e       | serie 1: 3de in 1.49,6 halve finale 2: 6de in 1.49,7                                                 |
| José Marajo                                                      | 800m (m)                 | 7e        | serie 6: 1ste in 1.49,6 halve finale 3: 3de in 1.47,3 finale: 7de in 1.47,3                          |
| Roger Milhau                                                     | 800m (m)                 | 14e       | serie 4: 2de in 1.48,5 halve finale 1: 6de in 1.48,1                                                 |
| Alex Gonzalez                                                    | 1500m (m)                | 16e       | serie 2: 4de in 3.44,6 halve finale 1: 8ste in 3.44,7                                                |
| José Marajo                                                      | 1500m (m)                | 7e        | serie 1: 1ste in 3.43,9 halve finale 2: 3de in 3.39,6 finale: 7de in 3.41,5                          |
| Antoine Richard Hermann Panzo Patrick Barré Pascal Barré         | 4x100m (m)               | Brons     | serie 1: 2de in 39,01 finale: 3de in 38,53                                                           |
| Jacques Fellice Robert Froissart Didier Dubois Francis Demarthon | 4x400m (m)               | 4e        | serie 3: 1ste in 3.05,4 finale: 4de in 3.04,8                                                        |
| Gérard Lelièvre                                                  | 50km snelwandelen (m)    | DNF       | niet gefinisht                                                                                       |
| Philippe Deroche                                                 | verspringen (m)          | 10e       | kwalificatie groep A: 8ste met 7,90m finale: 10de met 7,77m                                          |
| Christian Valétudie                                              | hink-stap-springen (m)   | DNF       | kwalificatie groep B: 7de met 16,43m finale: geen geldige sprong                                     |
| Francis Agbo                                                     | hoogspringen (m)         | 17e       | kwalificatie groep A: 12de met 2,18m                                                                 |
| Jean-Michel Bellot                                               | polsstokhoogspringen (m) | 5e        | kwalificatie groep A: 2de met 5,40m finale: 5de met 5,60m                                            |
| Philippe Houvion                                                 | polsstokhoogspringen (m) | 4e        | kwalificatie groep A: 7de met 5,35m finale: 4de met 5,65m                                            |
| Thierry Vigneron                                                 | polsstokhoogspringen (m) | 7e        | kwalificatie groep A: 3de met 5,40m finale: 7de met 5,45m                                            |
|                                                                  |                          |           | |
| Laureen Beckles                                                  | 100m (v)                 | 16e       | serie 5: 4de in 11,59 kwartfinale 2: 5de in 11,54 halve finale 1: 8ste in 11,70                      |
| Chantal Réga                                                     | 100m (v)                 | 24e       | serie 1: 2de in 11,53 kwartfinale 3: 5de in 11,40 halve finale 2: 4de in 11,36 finale: 7de in 11,32  |
| Emma Sulter                                                      | 100m (v)                 | 14e       | serie 4: 4de in 11,56 kwartfinale 1: 6de in 11,48 halve finale 1: 6de in 11,63                       |
| Raymonde Naigre                                                  | 200m (v)                 | 13e       | serie 4: 3de in 23,50 kwartfinale 3: 6de in 23,10 halve finale 2: 7de in 23,18                       |
| Chantal Réga                                                     | 200m (v)                 | 9e        | serie 2: 2de in 23,49 kwartfinale 2: 4de in 23,29 halve finale 1: 5de in 22,87                       |
| Sophie Malbranque                                                | 400m (v)                 | 28e       | serie 2: 5de in 53,46                                                                                |
| Laurence Elloy-Machabey                                          | 100m horden (v)          | 10e       | serie 2: 5de in 13,60 halve finale 1: 5de in 13,33                                                   |
| Laurence Lebeau                                                  | 100m horden (v)          | 12e       | serie 1: 4de in 13,18 halve finale 1: 7de in 13,54                                                   |
| Veronique Grandrieux Chantal Réga Raymonde Naigre Emma Sulter    | 4x100m (v)               | 5e        | 42,84                                                                                                |
| Florence Picaut                                                  | vijfkamp (v)             | 9e        | 4224 punten                                                                                          |

### Boksen
| Olympiër         | Onderdeel | Resultaat | Prestatie                                                                   |
| ---------------- | --------- | --------- | --------------------------------------------------------------------------- |
| Ali Ben Maghenia | -54kg (m) | 9e        | 1ste ronde: W van NEP Shahi: walk-over 2de ronde: V van UGA Siryakibbe: 0-5 |
| Daniel Londas    | -57kg (m) | 17e       | 1ste ronde: V van URS Rybakov: 0-5                                          |

### Gewichtheffen
| Olympiër             | Onderdeel   | Resultaat | Prestatie                                                            |
| -------------------- | ----------- | --------- | -------------------------------------------------------------------- |
| Bruno Lebrun         | -56kg (m)   | DNF       | trekken: 8ste met 105kg stoten: geen geldige poging                  |
| Jean-Claude Chavigny | -60kg (m)   | 9e        | trekken: 8ste met 115kg stoten: 9de met 140kg totaal: 255kg          |
| Nicolas Lasorsa      | -67,5kg (m) | 12e       | trekken: 11de met 125kg stoten: 12de met 155kg totaal: 280kg         |
| Daniel Senet         | -67,5kg (m) | 4e        | trekken: 1ste met 147,5kg (OR) stoten: 6de met 175kg totaal: 317,5kg |

### Gymnastiek
| Olympiër                                                                   | Onderdeel                | Resultaat | Prestatie                                                              |
| -------------------------------------------------------------------------- | ------------------------ | --------- | ---------------------------------------------------------------------- |
| Henri Boërio                                                               | individuele meerkamp (m) | 24e       | kwalificatie: 43ste met 111,35 punten finale: 24ste met 113,275 punten |
| Yves Bouquel                                                               | individuele meerkamp (m) | 59e       | kwalificatie: 59ste met 108,65 punten                                  |
| Michel Boutard                                                             | individuele meerkamp (m) | 20e       | kwalificatie: 28ste met 112,95 punten finale: 20ste met 113,725 punten |
| Willi Moy                                                                  | individuele meerkamp (m) | 16e       | kwalificatie: 30ste met 112,85 punten finale: 16de met 114,275 punten  |
| Joël Suty                                                                  | individuele meerkamp (m) | 45e       | kwalificatie: 45ste met 111,25 punten                                  |
| Marc Touchais                                                              | individuele meerkamp (m) | 62e       | kwalificatie: 62ste met 108,10 punten                                  |
| Henri Boërio Yves Bouquel Michel Boutard Willi Moy Joël Suty Marc Touchais | meerkamp team (m)        | 8e        | 559,20 punten                                                          |

### Judo
| Olympiër             | Onderdeel       | Resultaat | Prestatie |
| -------------------- | --------------- | --------- | --- |
| Thierry Rey          | -60kg (m)       | Goud      | 1ste ronde: W van FIN Fagerlund 2de ronde: W van POR Mendonca kwartfinale: W van TCH Petrikov halve finale: W van URS Emish finale: W van CUB Rodriguez       |
| Yves Delvingt        | -65kg (m)       | 5e        | 1ste ronde: vrij 2de ronde: V van MGL Damdin herkansingen: W van ZIM Fyfer herkansingen 2: W van SWE Biedron bronzen finale: V van POL Pawlowski              |
| Christian Dyot       | -71kg (m)       | 5e        | 1ste ronde: W van YUG Vujevic 2de ronde: V van ITA Gamba herkansingen: W van KUW Al-Barhan herkansingen 2: W van PRK Kim bronzen finale: V van MGL Davaadalai |
| Bernard Tchoullouyan | -78kg (m)       | Brons     | 1ste ronde: vrij 2de ronde: W van GBR Bowles kwartfinale: W van POR Roquete halve finale: V van CUB Ferrer bronzen finale: W van ESP Sanz                     |
| Michel Sanchis       | -86kg (m)       | 19e       | 1ste ronde: V van ESP Chechini |
| Jean-Luc Rougé       | -95kg (m)       | 5e        | 1ste ronde: vrij 2de ronde: W van BRA Moura kwartfinale: V van BEL Van de Walle herkansingen: V van HUN Szepesi                                               |
| Angelo Parisi        | +95kg (m)       | Goud      | 1ste ronde: vrij 2de ronde: W van POL Rezsko kwartfinale: W van TCH Kocman halve finale: W van GBR Radburn finale: W van BUL Zapryanov                        |
| Angelo Parisi        | open klasse (m) | Goud      | 1ste ronde: vrij 2de ronde: W van YUG Kovacevic kwartfinale: W van HUN Ozsvár halve finale: W van URS Novikov finale: V van GDR Lorenz                        |

### Kanovaren
| Olympiër                                                          | Onderdeel     | Resultaat | Prestatie                                                                      |
| ----------------------------------------------------------------- | ------------- | --------- | ------------------------------------------------------------------------------ |
| Franck Lambert                                                    | C-1 500m (m)  | DNS       | serie 2: niet gestart                                                          |
| Pierre Langlois                                                   | C-1 1000m (m) | DNS       | serie 2: niet gestart                                                          |
| Franck Lambert Pierre Langlois                                    | C-2 500m (m)  | 9e        | serie 2: 4de in 1.48,94 halve finale: 3de in 1.49,23 finale: 9de in 1.50,33    |
| Franck Lambert Pierre Langlois                                    | C-2 1000m (m) | DNS       | serie 1: niet gestart                                                          |
| Patrick Lefoulon                                                  | K-1 500m (m)  | 10e       | serie 1: 3de in 1.47,10 halve finale 2: 4de in 1.47,12                         |
| Alain Lebas                                                       | K-1 1000m (m) | Zilver    | serie 2: 1ste in 3.44,78 halve finale 2: 2de in 3.53,05 finale: 2de in 3.50,20 |
| Francis Hervieu Alain Lebas                                       | K-2 500m (m)  | 4e        | serie 3: 2de in 1.34,61 halve finale 2: 2de in 1.36,04 finale: 4de in 1.36,22  |
| Francis Hervieu Alain Lebas                                       | K-2 1000m (m) | DNS       | serie 2: niet gestart                                                          |
| François Barouh Patrick Bérard Philippe Boccara Patrick Lefoulon] | K-4 1000m (m) | 6e        | serie 1: 2de in 3.04,77 finale: 6de in 3.17,60                                 |
|                                                                   |               |           |                                                                                |
| Béatrice Knopf-Basson                                             | K-1 500m (v)  | 8e        | serie 2: 3de in 2.00,59 finale: 8ste in 2.02,91                                |
| Valérie Leclerc Anne-Marie Loriot                                 | K-2 500m (v)  | 6e        | serie 1: 3de in 1.48,52 finale: 6de in 1.49,48                                 |

### Moderne vijfkamp
| Olympiër                           | Onderdeel   | Resultaat | Prestatie    |
| ---------------------------------- | ----------- | --------- | ------------ |
| Joël Bouzou                        | individueel | 20e       | 5107 punten  |
| Alain Cortes                       | individueel | 23e       | 5042 punten  |
| Paul Four                          | individueel | 12e       | 5196 punten  |
| Joël Bouzou Alain Cortes Paul Four | team        | 5e        | 15345 punten |

### Roeien
| Olympiër                                                            | Onderdeel       | Resultaat | Prestatie                                                                       |
| ------------------------------------------------------------------- | --------------- | --------- | ------------------------------------------------------------------------------- |
| Didier Gallet                                                       | skiff (m)       | 13e       | serie 1: 4de in 8.04,41 herkansingen: 4de in 7.32,81                            |
| Marc Boudoux Denis Gaté                                             | dubbel-twee (m) | 8e        | serie 1: 4de in 7.14,43 herkansingen: 3de in 7.00,61 finale B: 2de in 6.40,60   |
| Dominique Lecointe Jean-Claude Roussel                              | twee-zonder (m) | 8e        | serie 3: 2de in 7.33,20 halve finale 1: 4de in 7.00,79 finale B: 2de in 6.55,22 |
| Hervé Bourquel Serge Fornara Jean-Pierre Huguet-Balent              | twee-met (m)    | 8e        | serie 1: 4de in 8.09,11 herkansingen: 4de in 7.41,29 finale B: 2de in 7.21,27   |
| Charles Imbert Christian Marquis Jean Raymond Peltier Roland Weill  | dubbel-vier (m) | 4e        | serie 2: 3de in 6.11,33 herkansingen: 1ste in 5.59,54 finale: 4de in 5.53,45    |
| Dominique Basset Jean-Pierre Bremer Bernard Bruand Nicolas Lourdaux | vier-zonder (m) | 7e        | serie 1: 4de in 6.50,18 herkansingen: 3de in 6.19,21 finale B: 1ste in 6.19,06  |

### Schermen
| Olympiër                                                                                             | Onderdeel       | Resultaat | Prestatie |
| --- | --------------- | --------- | --- |
| Philippe Boisse                                                                                      | degen (m)       | 12e       | 1ste ronde groep 2: 1ste met 3 overwinningen 2de ronde groep 2: 3de met 2 overwinningen                                                         |
| Patrick Picot                                                                                        | degen (m)       | 20e       | 1ste ronde groep 7: 1ste met 4 overwinningen 2de ronde groep 4: 5de met 1 overwinning                                                           |
| Philippe Riboud                                                                                      | degen (m)       | Brons     | 1ste ronde groep 1: 2de met 3 overwinningen 2de ronde groep 3: 1ste met 5 overwinningen finale: 3de met 3 overwinningen                         |
| Philippe Boisse Philippe Riboud Patrick Picot Hubert Gardas Michel Salesse                           | degen team (m)  | Goud      | 1ste ronde groep 4: 1ste met 2 overwinningen 2de ronde: W van Tsjecho-Slowakije: 9-3 3de ronde: W van Sovjet-Unie: 9-3 finale: W van Polen: 8-4 |
| Didier Flament                                                                                       | floret (m)      | 23e       | 1ste ronde groep 3: 1ste met 4 overwinningen 2de ronde groep 3: 6de met 1 overwinning                                                           |
| Pascal Jolyot                                                                                        | floret (m)      | Zilver    | 1ste ronde groep 4: 1ste met 3 overwinningen 2de ronde groep 4: 3de met 3 overwinningen finale: 2de met 4 overwinningen                         |
| Frédéric Pietruszka                                                                                  | floret (m)      | 8e        | 1ste ronde groep 7: 1ste met 3 overwinningen 2de ronde groep 2: 3de met 3 overwinningen                                                         |
| Philippe Bonnin Bruno Boscherie Didier Flament Pascal Jolyot Frédéric Pietruszka                     | floret team (m) | Goud      | 1ste ronde groep 2: 1ste met 2 overwinningen 2de ronde: W van DDR: 9-3 finale: W van Sovjet-Unie: 1-0                                           |
| Jean-François Lamour                                                                                 | sabel (m)       | 21e       | 1ste ronde groep 2: 3de met 2 overwinningen 2de ronde groep 4: 6de met 1 overwinning                                                            |
| |                 |           | |
| Véronique Brouquier                                                                                  | floret (v)      | 15e       | 1ste ronde groep 5: 2de met 3 overwinningen 2de ronde groep 2: 4de met 2 overwinningen                                                          |
| Brigitte Latrille-Gaudin                                                                             | floret (v)      | 5e        | 1ste ronde groep 3: 1ste met 3 overwinningen 2de ronde groep 3: 3de met 3 overwinningen                                                         |
| Pascale Trinquet-Hachin                                                                              | floret (v)      | Goud      | 1ste ronde groep 6: 3de met 3 overwinningen 2de ronde groep 4: 1ste met 5 overwinningen finale: 1ste met 4 overwinningen                        |
| Isabelle Bégard Véronique Brouquier Pascale Hachin-Trinquet Brigitte Gaudin-Latrille Christine Muzio | floret team (v) | Goud      | 1ste ronde groep 2: 1ste met 2 overwinningen 2de ronde: W van Hongarije: 9-6 finale: W van Sovjet-Unie: 9-6                                     |

### Schoonspringen
| Olympiër       | Onderdeel    | Resultaat | Prestatie                          |
| -------------- | ------------ | --------- | ---------------------------------- |
| Isabelle Arène | 3m plank (v) | 24e       | voorronde: 24ste met 345,06 punten |

### Wielersport
| Olympiër                                                         | Onderdeel                     | Resultaat | Prestatie |
| Baan                                                             | Baan                          | Baan      | Baan |
| ---------------------------------------------------------------- | ----------------------------- | --------- | --- |
| Yavé Cahard                                                      | sprint (m)                    | Zilver    | serie 2: W van GBR Tinsley: 10,8 2de ronde serie 3: W van NED Veldt: 10,87 3de ronde: W van DEN Salée: 10,94 kwartfinale: W van SUI Isler: 2-0 halve finale: W van TCH Tkac: 2-1 finale: V van GDR Heblich: 1-2 |
| Yavé Cahard                                                      | tijdrit (m)                   | 5e        | 1.05,584 |
| Alain Bondue                                                     | individuele achtervolging (m) | Zilver    | kwalificatie: 3de in 4.40,8 kwartfinale: W van ITA Bincoletto: 4.36,27 halve finale: W van FRG Wolf: 4.36,23 finale: V van SUI Dill-Bundi: 4.42,96                                                              |
| Alain Bondue Philippe Chevalier Pascal Poisson Jean-Marc Rebière | ploegenachtervolging (m)      | 5e        | kwalificatie: 6de in 4.20,52 kwartfinale: V van Italië: 4.18,58 |
| Weg                                                              |                               |           | |
| Francis Castaing                                                 | wegwedstrijd (m)              | 30e       | 5:04.7,0 |
| Régis Clère                                                      | wegwedstrijd (m)              | 43e       | 5:05.47,0 |
| Christian Faure                                                  | wegwedstrijd (m)              | 8e        | 4:56.54,9 |
| Marc Madiot                                                      | wegwedstrijd (m)              | 9e        | 4:57.00,9 |

### Worstelen
| Olympiër            | Onderdeel   | Resultaat   | Prestatie |
| Vrije stijl         | Vrije stijl | Vrije stijl | Vrije stijl |
| ------------------- | ----------- | ----------- | --- |
| Christophe Andanson | -90kg (m)   | 6e          | 1ste ronde: W van IRQ Nema: gediskwalificeerd 2de ronde: V van GDR Neupert: 4-15 3de ronde: W van SEN Diop 4de ronde: V van POL Cichon: 1-12     |
| Grieks-Romeins      |             |             | |
| Lionel Lacaze       | -68kg (m)   | 10e         | 1ste ronde: V van YUG Caba: gediskwalificeerd 2de ronde: W van SYR El-Khaled: gediskwalificeerd 3de ronde: V van BUL Atanasov: gediskwalificeerd |
| Christophe Andanson | -90kg (m)   | 7e          | 1ste ronde: vrij 2de ronde: V van FIN Manni: 9-15 3de ronde: V van CUB Poll: 1-9                                                                 |

### Zwemmen
| Olympiër                                                  | Onderdeel             | Resultaat | Prestatie                                                                |
| --------------------------------------------------------- | --------------------- | --------- | ------------------------------------------------------------------------ |
| René Écuyer                                               | 100m vrije slag (m)   | 7e        | serie 4: 2de in 52,09 halve finale 2: 4de in 51,62 finale: 7de in 52,01  |
| Marc Lazzaro                                              | 200m vrije slag (m)   | 10e       | serie 3: niet gestart                                                    |
| Fabien Noël                                               | 200m vrije slag (m)   | 10e       | serie 2: 2de in 1.53,25                                                  |
| Dominique Petit                                           | 200m vrije slag (m)   | 30e       | serie 1: 5de in 1.56,01                                                  |
| Frédéric Delcourt                                         | 100m rugslag (m)      | 19e       | serie 2: 4de in 59,16                                                    |
| Frédéric Delcourt                                         | 200m rugslag (m)      | 13e       | serie 2: 4de in 2.05,20                                                  |
| Olivier Borios                                            | 100m schoolslag (m)   | 10e       | serie 4: 2de in 1.05,67                                                  |
| Xavier Savin                                              | 100m vlinderslag (m)  | 7e        | serie 1: 1ste in 56,07 halve finale 1: 3de in 55,67 finale: 7de in 55,66 |
| Pascal Laget Marc Lazzaro Fabien Noël Dominique Petit     | 4x200m vrije slag (m) | 8e        | serie 1: 2de in 7.34,81 finale: 8ste in 7.36,08                          |
| Olivier Borios Frédéric Delcourt René Écuyer Xavier Savin | 4x100m wisselslag (m) | 5e        | serie 1: 2de in 3.52,87 finale: 5de in 3.49,19                           |
|                                                           |                       |           |                                                                          |
| Guylaine Berger                                           | 100m vrije slag (v)   | 7e        | serie 2: 2de in 57,80 finale: 7de in 57,88                               |
| Guylaine Berger                                           | 200m vrije slag (v)   | 11e       | serie 4: 3de in 2.04,60                                                  |
| Michèle Ricaud                                            | 100m rugslag (v)      | 18e       | serie 1: 4de in 1.05,81                                                  |
| Michèle Ricaud                                            | 020m rugslag (v)      | 17e       | serie 1: 7de in 2.22,86                                                  |
| Catherine Poirot                                          | 100m schoolslag (v)   | 10e       | serie 1: 2de in 1.12,94                                                  |
| Odile Bihan                                               | 200m schoolslag (v)   | 16e       | serie 3: 4de in 2.40,55                                                  |
| Annick de Susini                                          | 200m schoolslag (v)   | 21e       | serie 1: 5de in 2.44,03                                                  |

Afghanistan · Algerije · Andorra · Angola · Australië · België · Benin · Birma · Botswana · Brazilië · Bulgarije · Colombia · Congo-Brazzaville · Costa Rica · Cuba · Cyprus · Denemarken · Dominicaanse Republiek · Duitse Democratische Republiek · Ecuador · Ethiopië · Finland · Frankrijk · Griekenland · Groot-Brittannië · Guatemala · Guinee · Guyana · Hongarije · Ierland · IJsland · India · Irak · Italië · Jamaica · Joegoslavië · Jordanië · Kameroen · Koeweit · Laos · Lesotho · Libanon · Liberia · Libië · Luxemburg · Madagaskar · Mali · Malta · Mexico · Mongolië · Mozambique · Nederland · Nepal · Nicaragua · Nieuw-Zeeland · Nigeria · Noord-Korea · Oeganda · Oostenrijk · Peru · Polen · Portugal · Puerto Rico · Roemenië · San Marino · Senegal · Seychellen · Sierra Leone · Sovjet-Unie · Spanje · Sri Lanka · Syrië · Tanzania · Trinidad en Tobago · Tsjecho-Slowakije · Venezuela · Vietnam · Zambia · Zimbabwe · Zweden · Zwitserland